# Бич (приток Рыбницы)
Бич — река в Свердловском районе Орловской области. Исток реки расположен за восточной окраиной деревни Чибисы, течёт в основном в западном направлении, впадает в реку Рыбница у деревни Троицкое, на отметке высоты 173 м, в 43 км по правому берегу. Длина реки составляет 14 км.

## Данные водного реестра
По данным государственного водного реестра России относится к Окскому бассейновому округу, водохозяйственный участок реки — Ока от истока до города Орёл, речной подбассейн реки — бассейны притоков Оки до впадения Мокши. Речной бассейн реки — Ока.
Код объекта в государственном водном реестре — 09010100112110000017876.